# Neradnovci
Neradnovci (mađarski: Nádorfa, prekomurski: Maranovci), naselje u slovenskoj Općini Gornjim Petrovcima. Neradnovci se nalazi u pokrajini Prekomurju i statističkoj regiji Pomurju. 

## Stanovništvo
Prema popisu stanovništva iz 2002. godine naselje je imalo 149 stanovnika.